# Cossecante

Gráfico da função cossecante

A cossecante, ou na forma abreviada csc ou cossec, é uma função trigonométrica a qual se define como o inverso do seno, ou seja, a distância (X) da hipotenusa dividida pela distância (Y) do cateto oposto ao ângulo ({\displaystyle \theta }) analisado.
Dado um triângulo retângulo onde um dos seus ângulos é {\displaystyle \theta }, tem-se:
{\displaystyle \operatorname {cossec} \,\theta ={\frac {\text{hipotenusa}}{\text{cateto oposto}}}={\frac {1}{\operatorname {sen} \,\theta }}}.
O seu resultado é indeterminado nos casos em que {\displaystyle \theta } é um múltiplo inteiro de π, no formato {\displaystyle k\pi }, já que o seno destes números é zero, fazendo com que a operação dê uma divisão por zero, gerando uma assíntota vertical no seu respectivo gráfico.[carece de fontes?]